# Vauffelin
Vauffelin (toponimo francese; in tedesco Füglistal, desueto) è una frazione di 361 abitanti del comune svizzero di Sauge, nel Canton Berna (regione del Giura Bernese, circondario del Giura Bernese).

## Storia

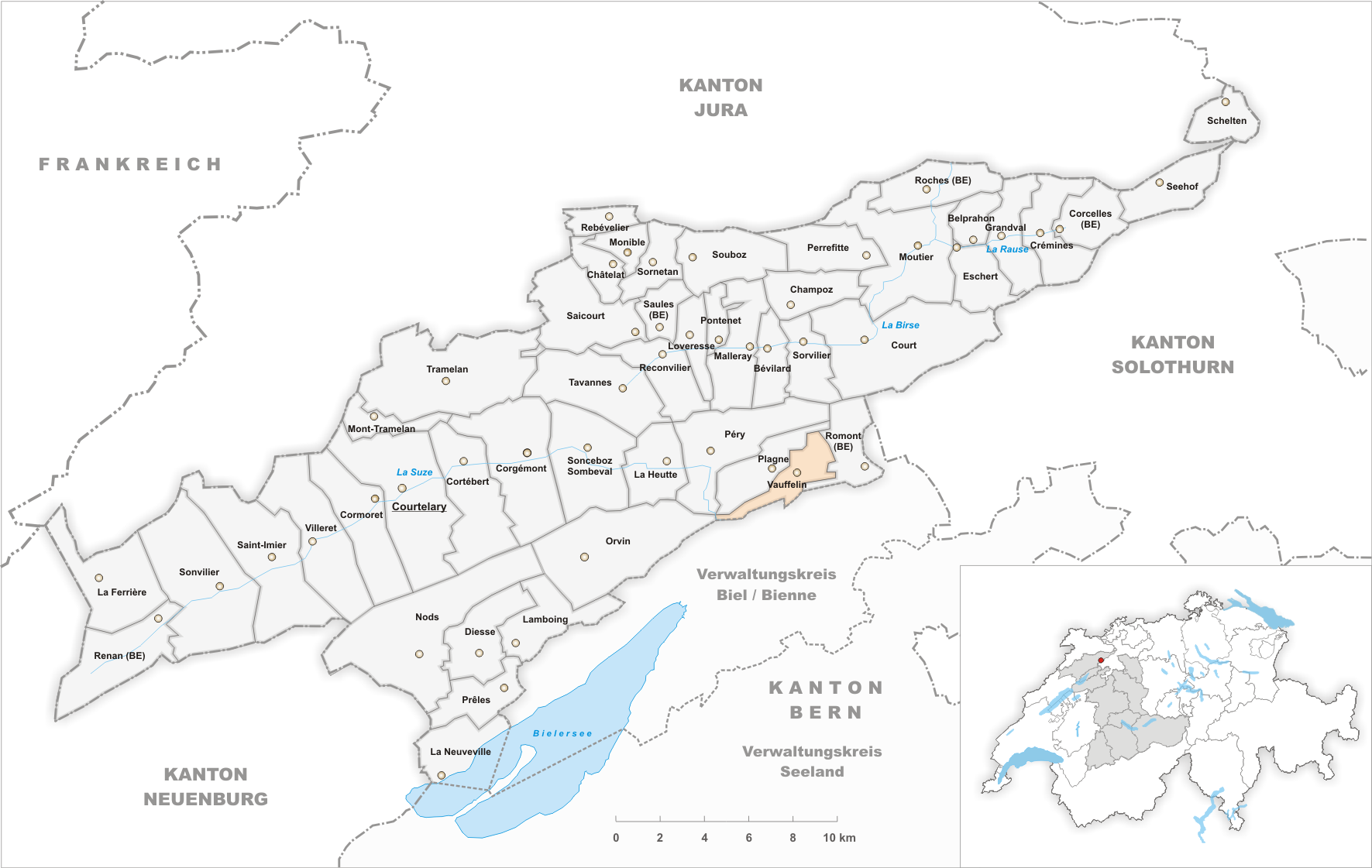
Il territorio del comune di Vauffelin prima degli accorpamenti comunali del 2014

Già comune autonomo che si estendeva per 5,92 km² e che comprendeva anche la frazione di Frinvilier, il 1° gennaio 2014 è stato accorpato all'altro comune soppresso di Plagne per formare il nuovo comune di Sauge del quale Vauffelin è il capoluogo.

## Monumenti e luoghi d'interesse
- Chiesa riformata, eretta nel 1715-1716[1].

## Società

### Evoluzione demografica
L'evoluzione demografica è riportata nella seguente tabella:
Abitanti censiti

## Infrastrutture e trasporti
Vauffelin è servito dalla stazione di Frinvillier-Taubenloch sulla ferrovia Bienne-La Chaux-de-Fonds.

## Amministrazione
Ogni famiglia originaria del luogo fa parte del cosiddetto comune patriziale e ha la responsabilità della manutenzione di ogni bene ricadente all'interno dei confini del comune.